# Villa romana de Alfundão
A Villa Romana de Alfundão, igualmente denominada como Vilares de Alfundão, Vila Verde ou Alto do Pilar 1, é um sítio arqueológico perto da aldeia de Alfundão, no concelho de Ferreira do Alentejo, em Portugal.

## História
A aldeia de Alfundão é uma das mais antigas povoações na região do Alentejo, tendo existindo desde o domínio romano, durante o qual terá atingido uma grande importância. Desse período sobreviveram vários vestígios, incluindo uma ponte na aldeia, várias ruínas, uma barragem a cerca de 850 m de distância, dois cipos com inscrições à deusa Fortuna, e o próprio nome da aldeia, que veio originalmente do apelido familiar romano Fundana, e foi depois modificado para Al-Fundana durante o domínio muçulmano.
O sítio arqueológico da villa romana de Alfundão pode ter sido ocupado desde o Século I até ao domínio visigótico.

## Descrição
Foram identificados vários vestígios do período romano no monte a Sul da aldeia de Alfundão, onde está implantada a torre de água, incluindo fragmentos de materiais de construção como tégulas, ímbrices, cimento e tijolos. Na encosta Leste foi descoberta parte de uma base de coluna em mármore, e um conjunto de tesselas e de fragmentos de estuque pintado, podendo pertencer a um piso em mosaico que teria sido destruído por uma plantação de olival. Na mesma encosta foram encontradas uma lamela em sílex e parte de um machado polido em anfibolite, o que testemunha uma ocupação pré-romana, provavelmente na época neo-calcolítica.
Em Alfundão foram também encontrados os vestígios de uma outra possível villa romana, no Monte da Cassapa. Segundo a tradição popular, esta villa era denominada de Fundana, e teria sido fundada por uma matrona romana. Foi provavelmente ocupada durante o período muçulmano, uma vez que foram encontradas várias moedas daquela época no local.